# Turek

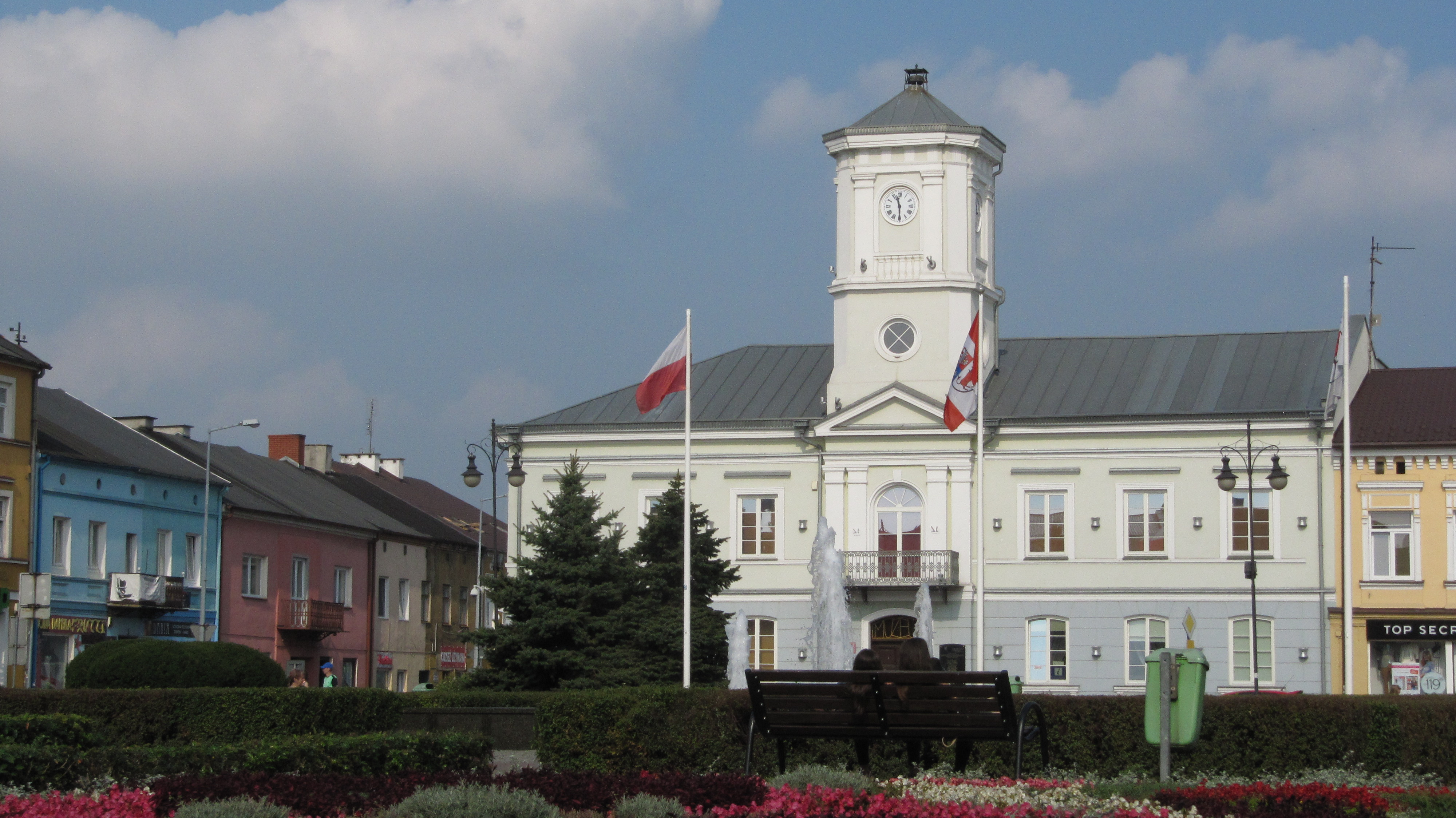
Turek – Altes Rathaus, 2014

Turek [ˈturɛk] (deutsch Turek) ist eine Stadt in Polen in der Woiwodschaft Großpolen. Sie befindet sich zwischen Konin und Kalisz.

## Geschichte
Die erste urkundliche Erwähnung des Ortes stammt aus dem Jahr 1136. Das Stadtrecht erhielt der Ort 1341. 1793 wurde die Stadt Teil Preußens. 1807 fiel sie an das Herzogtum Warschau und wurde 1815 ein Teil Kongresspolens.
Die erste evangelische Schule der Stadt eröffnete 1835. 1867 wurde Turek Kreisstadt. 1867 bis 1869 wurde ein Pfarrhaus errichtet. 1936 lebten 3100 Menschen in Turek.

### Turek im Zweiten Weltkrieg
1939 wurde die bisher polnische Stadt Turek von der Wehrmacht besetzt und völkerrechtswidrig dem Reichsgau Wartheland zugeschlagen. Mit dem Ende des Zweiten Weltkrieges wurde die Stadt wieder Teil Polens.
- 5. September 1939 - Die letzten Einheiten der polnischen Armee verlassen die Stadt. Turek ist von deutschen Truppen besetzt. Am 9. September werden rund 300 Zivilisten, wahllos gewählte Einwohner der Stadt, auf dem Marktplatz von Wehrmachtssoldaten erschossen.
- 1939–1941 - Die meisten Polen wurden aus der Stadt zum Generalgouvernement vertrieben, und im Gegenzug wurden die Deutschen im Rahmen der Kolonisationsaktion Heim ins Reich herangezogen. In den Landkreis Turek wurden bis 1942 insgesamt 15.571, etwa 12 % der Bevölkerung, angesiedelt. Die meisten Neuankömmlinge waren Deutschstämmige aus den Baltischen Staaten, Wolhynien und Galizien. Vor dem Ende der Besetzung flüchteten fast alle Deutschen aus dem Gebiet.
- 1940 - Die Deutschen schaffen ein Ghetto, in dem 5000 Menschen leben, Juden aus Turek und den umliegenden Städten.
- Oktober 1941 - Deportation der jüdischen Bevölkerung in das Ghetto in Czachulec; sie wurde dann im Vernichtungslager in Chełmno am Ner ermordet.
- 1942 - die Bevölkerung von Turek sank auf 9004 Menschen.
- 1944 - Die lokale Widerstandsbewegung wird stärker. Die Region Turek zählte 1614 Soldaten der polnischen Heimatarmee (Untergrundsarmee).
- 1945, 21. Januar - Die Stadt wird von der 8. Garde-Armee der 1. Weißrussischen Front von der deutschen Besatzung befreit.

### Turek heute
1975 verlor der Ort den Hauptsitz als Powiat, erhielt ihn aber bei einer erneuten Verwaltungsreform 1999 wieder.

## Verkehr
Turek war bis 1991 über eine Schmalspurbahn nach Kalisz an das Eisenbahnnetz angeschlossen.

## Gemeinde

### Stadtgemeinde
Die Stadt Turek bildet eine eigenständige Stadtgemeinde (gmina miejska).

### Landgemeinde
Die Landgemeinde (gmina wiejska) Turek hat folgende 20 Ortsteile (deutsche Namen bis 1945) mit einem Schulzenamt (sołectwo):
Albertów
Budy Słodkowskie
Chlebów
Cisew
Dzierżązna
Grabieniec
Kaczki Średnie
Kalinowa
Korytków
Kowale Księże
Obrzębin
Obrębizna
Pęcherzew
Słodków (Schloden)
Słodków-Kolonia
Szadów Księży
Turkowice (Turkowitz)
Warenka
Wietchinin
Żuki
Weitere Ortschaften der Gemeinde sind Cisew Mały, Szadowskie Góry, Szadów Pański und Wrząca.

## Städtepartnerschaften
Partnerstadt von Turek ist die Stadt Wiesmoor in Ostfriesland, Norddeutschland und Dunajiwzi in der Ukraine.

## Söhne und Töchter
- Ernst Wilhelm Bursche (1831–1904), evangelischer Geistlicher
- Henryk Glicenstein (1870–1942), polnisch-US-amerikanischer Bildhauer und Maler
- Louis Grossmann (1835–1915), Komponist und Dirigent
- Jacek Kiciński CMF (* 1968), katholischer Geistlicher, Weihbischof in Breslau
- Janusz Taborek (* 1973), Germanist, Sprachwissenschaftler, Lexikograf und Informatiker
- Krzysztof Urbaniak (* 1984), Organist und Cembalist, Musikherausgeber und Hochschullehrer